# Gangsta Boo
Gangsta Boo, znana także jako Lady Boo, właśc. Lola Chantrelle Mitchell (ur. 7 sierpnia 1979 w Memphis, zm. 1 stycznia 2023 tamże) – amerykańska raperka, pierwsza żeńska artystka zespołu hip-hopowego Three 6 Mafia. Opuściła grupę po wydaniu albumu When the Smoke Clears: Sixty 6, Sixty 1, powodem były sprzeczki o pieniądze ze sprzedaży.

## Dyskografia
Opracowano na podstawie źródła.

### Albumy studyjne
- Enquiring Minds (1998)
- Both Worlds *69 (2001)
- Enquiring Minds II: The Soap Opera (2003)

### Mixtape’y
- Street Ringers Vol. 1: The Mix Tape (2004)
- DJ Smallz & Gangsta Boo: Still Gangsta (2006)
- Memphis Queen Is Back (2007) (Mixtape)
- DJ Drama & Gangsta Boo: The Rumors (2009)
- Miss.Com (2010)

### Z Three 6 Mafia
- Mystic Stylez (1995)
- Chapter. 1 The End (1996)
- Chapter 2: World Domination (1997)
- When the Smoke Clears: Sixty 6, Sixty 1 (2000)
- Choices: The Album (2001)

### Z Hypnotize Camp Posse
- Three 6 Mafia Presents: Hypnotize Camp Posse (2000)

### Z Prophet Posse
- The Return: Part 1 (2007)

### Występy gościnne
- „We Starvin” (z E-40, Krayzie Bone) (1999)
- „Move Bitch” (z Lil Jonem, YoungbloodZ, Three 6 Mafia, Chyna White, Don Yute) (1999)
- „I’ll Call Before I Come” (z OutKast feat. Eco) (2000)
- „BWA” (z Foxy Brown, Mia X) (1998)
- „Tennessee Titans” (z Tela, Yo Gotti, Haystack, Criminal Manne, Maru) (2004)
- „Da Blow” (z Lil Jonem) (2005)
- „Don’t You Got A Wife” (z T.I.) (2005)
- „Trap Gurl” (z Gucci Mane’em) (2006)
- „EBT Hoe” (z Indo G, La Chat) (2007)
- „Stick Em Up” (z Gucci Mane’em) (2007)
- „Hollywood Stars” (z Lord T & Eloise) (2008)
- „I Love U No More” (z DJ King SamS feat. Bobby Valentino & Norega) (2008)
- „We Gone Fight” (z United Soldiers Affiliation, Hardiss & Contra One) (2008)
- „Imma Kash Getta” (z Infamous-C feat. Tha Realest) (2009)
- „Gangsta (Remix)” (z Infamous-C feat. The Game, Assassin, & Bless) (2009)
- „Call The Weedman” (z Gucci Mane’em) (2009)
- "Love Again" (z Run The Jewels - El-P, Killer Mike) (2014)

## Śmierć
1 stycznia 2023 roku martwe ciało raperki zostało znalezione w mieszkaniu jej matki w Memphis. Sekcja ciała ujawniła, że powodem śmierci miało być przedawkowanie fentanylu, kokainy oraz alkoholu.